# Nadia Murad
Nadia Murad Basee Taha (ur. w 1993 w Kudżu) – iracka działaczka społeczna, jezydka, od 2016 roku ambasadorka dobrej woli ONZ do spraw ofiar handlu ludźmi, laureatka Pokojowej Nagrody Nobla.

## Życiorys
Pochodzi z Kudżu koło Sindżaru w północnym Iraku. W sierpniu 2014 roku, po ataku ISIS na ten region, została porwana. Przez trzy miesiące była więziona przez bojowników i systematycznie gwałcona. Podjęła dwie próby ucieczki, z których druga, w listopadzie 2014 roku, okazała się udana.
W 2015 roku zamieszkała wraz z siostrą w Niemczech, korzystając z ochrony służb tego kraju. W Iraku straciła matkę i sześciu braci. W grudniu 2015 roku po raz pierwszy opowiedziała publicznie swoją historię Radzie Bezpieczeństwa ONZ. Od tego czasu podróżuje, wygłasza prelekcje o sytuacji cywilów na terenach objętych walkami z ISIS oraz działa na rzecz pomocy uciekinierom z tych terenów.
Rząd Iraku nominował ją do Pokojowej Nagrody Nobla, magazyn Time zaliczył ją do stu najbardziej wpływowych ludzi roku 2015, a sekretarz generalny ONZ mianował ją specjalną ambasadorką ONZ do spraw ofiar handlu ludźmi. W październiku 2016 r. została wyróżniona Nagrodą Praw Człowieka im. Vaclava Havla. W tym samym miesiącu otrzymała wraz z inną jazydką i byłą niewolnicą ISIS Lamiyą Aji Baszar Nagrodę Sacharowa przyznaną przez Parlament Europejski, a 14 listopada wraz z innymi kobietami została wyróżniona tytułem Women of the Year magazynu „Glamour”.
W 2018 r. otrzymała Pokojową Nagrodą Nobla razem z Denisem Mukwege „za wysiłki mające na celu zaprzestanie używania przemocy seksualnej jako narzędzia wojny i konfliktów zbrojnych”.